# Ulica Aleksandrowska w Łodzi

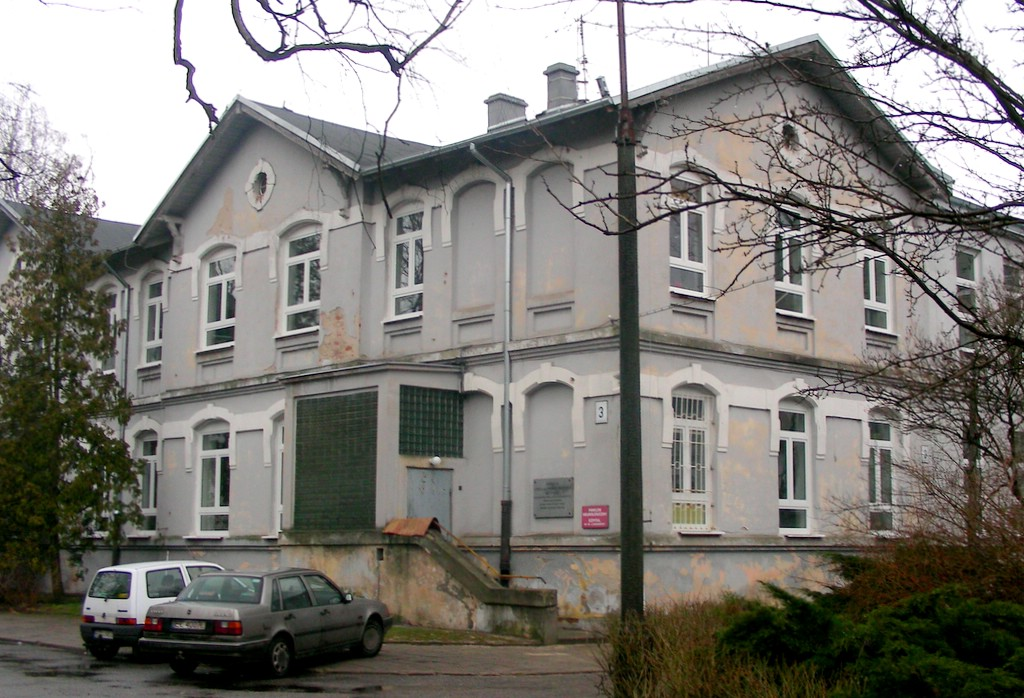
Pawilon neurologiczny szpitala im. J. Babińskiego (luty 2007)

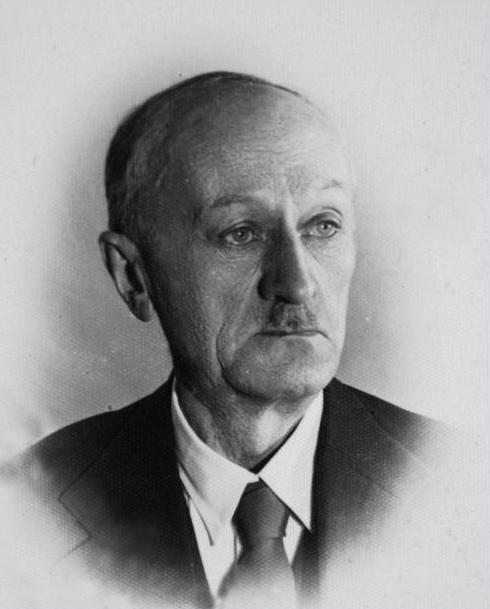
Jan Mazurkiewicz – pierwszy dyrektor szpitala im. J. Babińskiego

Ulica Aleksandrowska – ulica w południowo-zachodniej części Bałut w Łodzi, o długości około 5,2 km. Rozpoczyna się na wiadukcie nad linią kolejową nr 15 (Bednary – Łódź Kaliska) – jako przedłużenie ulicy Bolesława Limanowskiego – i biegnąc prawie równoleżnikowo z odchyleniem ku północy, kończy się na granicy miasta, przechodząc w ulicę Wojska Polskiego w Aleksandrowie Łódzkim. Do 1946 roku biegła w całości poza granicami administracyjnymi Łodzi.
Wzdłuż niej przebiega granica między obszarami SIM: Teofilowem Przemysłowym a Teofilowem oraz Kochanówką a Romanowem.
Jest częścią drogi krajowej nr 72, stanowi trasę wylotową na Konin. Na całej jej długości obowiązuje ruch dwukierunkowy. Na odcinku od wiaduktu nad linią kolejową nr 15 do posesji pod numerem 127 za skrzyżowaniem z ul. Szczecińską jest dwujezdniowa, do ul. Chochoła biegnie wzdłuż niej po stronie południowej torowisko tramwajowe i tam kończy się pętlą.
Część ul. Aleksandrowskiej położona najbliżej centrum miasta (posesje pod numerami 10–30) leży na terenie działalności duszpasterskiej rzymskokatolickiej parafii Niepokalanego Serca Najświętszej Maryi Panny i św. Antoniego Marii Klareta, dalsza część (posesje pod numerami 50–130) – rzymskokatolickiej parafii Miłosierdzia Bożego, zaś część najdalsza ulicy (posesje pod numerami 117–203 i 162–246) – rzymskokatolickiej parafii Matki Bożej Nieustającej Pomocy.

## Historia

### Historia

#### Do roku 1918
Mierząca około 5,2 km długości ulica Aleksandrowska była pierwotnie częścią nowego traktu, który został wytyczony w latach 1858–60 w celu połączenia nowo powstałego miasta Aleksandrowa z osadą Bałuty Nowe na przedmieściach Łodzi i z samą Łodzią. Trakt ten nazwano Szosą do Aleksandrowa lub Szosą (Szossą) Aleksandrowską – brał on początek w Aleksandrowie, a kończył się przy założonym w tych samych latach Bałuckim Rynku , a więc obejmował także dzisiejsze ulice Wojska Polskiego w Aleksandrowie Łódzkim i Bolesława Limanowskiego w Łodzi, lecz w całości znajdował się poza granicami administracyjnymi Łodzi. Przez ponad ćwierć wieku był drogą gruntową, którą w lecie trudno przejechać z powodu piasków, a wiosną i na jesieni z powodu błota. Dopiero w latach 1886–87 przeprowadzono prace nad jego utwardzeniem.
17 września 1902 roku przy Szosie Aleksandrowskiej otwarto z dala od miasta, na zalesionym terenie, Szpital dla Psychicznie i Nerwowo Chorych „Kochanówka” (ob. Specjalistyczny Psychiatryczny Zakład Opieki Zdrowotnej w Łodzi – Szpital im. Józefa Babińskiego). Właściciel posiadłości, na której terenie powstał szpital, nosił nazwisko Kochański – od niego wzięły swą nazwę i posiadłość, i lecznica. Placówka zawdzięcza swe powstanie inicjatywie Łódzkiego Chrześcijańskiego Towarzystwa Dobroczynności i łódzkiego lekarza – dr. med. Karola Jonschera, a po otwarciu stała się w tamtym czasie jednym z najważniejszych ośrodków psychiatrycznych w Królestwie Polskim. Budowę szpitala sfinansowano głównie ze składek społecznych, zaś magistrat przeznaczył na ten cel 5000 rubli. W czasie rewolucji lat 1905–07 szpital – dzięki postawie jego dyrektora, dr. Jana Mazurkiewicza – stał się dla wielu rewolucjonistów (m.in. Tytusa Filipowicza) schronieniem przed aresztowaniem przez Ochranę.
W latach 1900–02 została wybudowana szerokotorowa (1524 mm) linia Kolei Warszawsko-Kaliskiej. Przecięła ona Szosę Aleksandrowską, na której powstał przejazd kolejowo-drogowy. Linia na tym odcinku była wtedy jednotorowa, a otwarto ją 15 listopada 1902 roku. 18 października 1906 roku do Łodzi została przyłączona m.in. kolonia Żubardź, dzięki czemu krótki, liczący 440 m długości odcinek Szosy Aleksandrowskiej – od skrzyżowania z ul. Graniczną (ob. ul. Sprawiedliwa) do okolic skrzyżowania z nazwaną później ul. Mokrą – znalazł się w ówczesnych granicach miasta (obecnie odcinek ten to część ul. Bolesława Limanowskiego).
9 lutego 1910 roku Towarzystwo Łódzkich Wąskotorowych Elektrycznych Kolei Dojazdowych oddało do użytku mierzącą 11,13 km długości trasę podmiejskiego tramwaju elektrycznego, prowadzącą z Żabieńca od linii Kolei Warszawsko-Kaliskiej do Rynku (ob. pl. Tadeusza Kościuszki) w Aleksandrowie, będącym wówczas – po utracie praw miejskich w 1869 roku – osadą w gminie Brużyca Wielka. Od 25 lutego tego samego roku tramwaje wyruszały z mijanki na ul. Zgierskiej między pl. Kościelnym a Bałuckim Rynkiem, a do Aleksandrowa prowadził jeden tor (z mijankami), krzyżujący się z linią Kolei Warszawsko-Kaliskiej. Zamiast numeru linii tramwaje miały tablicę kierunkową. Trasa była podzielona na trzy strefy taryfowe: I – do linii Kolei Warszawsko-Kaliskiej, II – do Kochanówki i III – do Aleksandrowa. Podczas budowy linii wzniesiono w 1898 roku przy Szosie Aleksandrowskiej, w rejonie dzisiejszego skrzyżowania z ul. Bielicową, dwa budynki podstacji trakcyjnej. Były one położone przy torze, w miejscu odległym o ok. 20 m od północnych szczytów obecnie stojących bloków przy ul. Aleksandrowskiej 14 (bl. 9) i 16 (bl. 8) i zostały wyburzone podczas przygotowań do budowy osiedla mieszkaniowego Teofilów na początku lat 60. Uruchomienie linii aleksandrowskiej przyczyniło się do ożywienia budownictwa, zwłaszcza w okolicach Kochanówki, co odnotowano już wiosną 1911 roku. Niedostatek cegieł przesądził jednak o wznoszeniu głównie domów drewnianych.
Na początku drugiej dekady XX w. Towarzystwo Opieki nad Dziećmi „Gniazdo Łódzkie” zakupiło plac we wsi Kały przy Szosie Aleksandrowskiej z przeznaczeniem pod budowę ochronki. Prace rozpoczęto wczesną wiosną 1913 roku, a ukończono w 1914, niedługo przed wybuchem I wojny światowej. Wskutek działań wojennych już w listopadzie budynek został spalony.
Podczas I wojny światowej, w grudniu 1914 roku, linia Kolei Warszawsko-Kaliskiej została przekuta na normalnotorową (1435 mm). Niemieckie władze okupacyjne, rozporządzeniem Cesarsko-Niemieckiego Prezydenta Policji Mateusza von Oppena z 18 sierpnia 1915 roku, przyłączyły do Łodzi m.in. Bałuty i Żabieniec – północno-zachodnią granicę miasta poprowadzono wtedy wzdłuż linii Kolei Warszawsko-Kaliskiej. Niemcy wprowadzili też niemieckojęzyczne nazewnictwo ulic – od 1915 roku części Szosy Aleksandrowskiej, która znalazła się w granicach Łodzi, nadali nazwę Alexandrower Straße (ob. ul. Bolesława Limanowskiego), a części poza miastem, za przejazdem kolejowo-drogowym – Alexandrower Land Straße . W latach wojny mieszkańcom Łodzi doskwierał m.in. brak opału. Z tego powodu w 1915 roku zostały całkowicie rozebrane na opał opuszczone przez właścicieli drewniane wille letniskowe we wsi Kały, przez którą przebiegała Alexandrower Land Straße.

#### Lata 1918–1945
Po odzyskaniu przez Polskę niepodległości przywrócono w 1918 roku drodze do Aleksandrowa nazwę Szosy Aleksandrowskiej (a odcinkowi w granicach miasta – ulicy Aleksandrowskiej, ob. ul. Bolesława Limanowskiego) .
W 1924 roku rozpoczęto zbiórkę funduszy na odbudowę spalonego podczas wojny budynku ochronki we wsi Kały. Trzy lata później placówka została oddana do użytku, a w 1933 roku doprowadzono do niej energię elektryczną.
15 września 1928 roku Szosą Aleksandrowską i ulicą Aleksandrowską (ob. ul. Bolesława Limanowskiego) do ul. Piwnej prowadziła trasa 211-kilometrowego VII etapu 1. Biegu Kolarskiego dookoła Polski „Przeglądu Sportowego” i W. T. C. z Poznania do Łodzi. W roku 1928 oddano do użytku drugi tor tramwajowy prowadzący ul. Aleksandrowską (ob. ul. Bolesława Limanowskiego) od ul. Zachodniej do linii Kolei Warszawsko-Kaliskiej i dalej Szosą Aleksandrowską do Kochanówki. 14 grudnia 1928 roku zapadła decyzja o przemianowaniu ulicy Aleksandrowskiej (od Bałuckiego Rynku do granicy miasta na linii Kolei Warszawsko-Kaliskiej) na ulicę Bolesława Limanowskiego, co wprowadzono w życie prawdopodobnie na początku roku 1929 . W 1929 roku Towarzystwo ŁEWKD podjęło decyzję o likwidacji podstacji trakcyjnej przy Szosie Aleksandrowskiej i doprowadzeniu napowietrznej linii zasilającej trakcję tramwajową na linii aleksandrowskiej z Helenówka, co spotkało się ze sprzeciwem łódzkiego magistratu. Sprawę badała na miejscu komisja z udziałem przedstawicieli Ministerstwa Komunikacji.
Prawdopodobnie w roku 1934 odcinkowi Szosy Aleksandrowskiej od skrzyżowania z linią kolejową w kierunku zachodnim (nadal poza granicami administracyjnymi Łodzi) nadano nazwę ulicy Bronisława Pierackiego – legionisty, posła na Sejm II i III kadencji w II RP z ramienia Bezpartyjnego Bloku Współpracy z Rządem, ministra spraw wewnętrznych, zmarłego 15 czerwca 1934 roku w wyniku ran odniesionych w zamachu .
Podczas II wojny światowej, w latach 1940–45, niemieccy okupanci wprowadzili niemieckojęzyczną nazwę Alexanderhofstraße, która obejmowała cały trakt do Aleksandrowa, począwszy od Bałuckiego Rynku, czyli dawne ulice Bolesława Limanowskiego (w granicach administracyjnych Łodzi) i Bronisława Pierackiego oraz Szosę Aleksandrowską (poza granicami Łodzi) . W 1941 roku Niemcy zlikwidowali ochronkę we wsi Kały, a w jej budynku urządzili koszary dla członków Hitlerjugend, które istniały do końca wojny.

#### Lata 1945–1989
Po zakończeniu niemieckiej okupacji Łodzi nowe władze miasta przywróciły na krótko przedwojenną nazwę ulicy Bronisława Pierackiego na odcinku od skrzyżowania z linią kolejową w kierunku zachodnim (leżącym wciąż poza granicami Łodzi). Od 17 października 1945 roku – dnia faktycznego przyłączenia miasta Rudy Pabianickiej do Łodzi – w granicach tej ostatniej pojawiła się inna ulica o nazwie Aleksandrowska: widoczna na niemieckojęzycznym Verkehrsplan Łódź z 1939 roku jako krótka uliczka łącząca równie krótkie ulice Olszową i Wodną. Z dniem 14 listopada 1946 roku została ona przemianowana na ulicę Kwietniową (uchwałą nr 190 Miejskiej Rady Narodowej w Łodzi z dnia 27 maja 1946). 13 lutego 1946 roku weszło w życie rozporządzenie Rady Ministrów z 20 grudnia 1945 roku o zmianie granic miasta Łodzi – po przyłączeniu terenów podmiejskich ul. Bronisława Pierackiego znalazła się w całości w granicach miasta i 14 listopada 1946 roku otrzymała tą samą uchwałą MRN w Łodzi obecną nazwę – ulicy Aleksandrowskiej. Początek ulicy wyznaczał przejazd kolejowo-drogowy, zaś jej koniec – zachodnia granica Łodzi, przecinająca wtedy ulicę w rejonie skrzyżowania z nieistniejącą jeszcze ul. Zimna Woda .
Budynek przedwojennej ochronki Towarzystwa Opieki nad Dziećmi „Gniazdo Łódzkie” przejął w 1945 roku Wydział Opieki Społecznej, który powierzył prowadzenie placówki – Państwowego Domu Dziecka „Gniazdo” – siostrom zakonnym. Po przyłączeniu w 1946 roku terenów wsi Kały do Łodzi dom otrzymał adres ul. Aleksandrowskiej 123. W maju 1951 roku Skarb Państwa przejął majątek Towarzystwa, a 5 stycznia 1952 roku, a placówka stała się Państwowym Domem Dziecka im. Janka Krasickiego.
W 1954 roku rozpoczęto układanie drugiego toru na linii kolejowej nr 15 przy dworcu Łódź Żabieniec, co spowodowało cofnięcie zezwolenia na przejazd tramwajów do Aleksandrowa Łódzkiego przez kolizyjne skrzyżowanie linii tramwajowej z kolejową. Przy dworcu wybudowano więc dwie pętle tramwajowe (zachodnią, od strony Aleksandrowa – przy ul. Aleksandrowskiej i wschodnią, od strony Łodzi – przy ul. Bolesława Limanowskiego) i 1 czerwca linię podzielono na dwa odcinki: łódzki – z pętli tramwajów podmiejskich przy ul. Północnej do pętli wschodniej – i aleksandrowski – z pętli zachodniej do Aleksandrowa. Między obiema pętlami pasażerowie przechodzili przez przejazd kolejowo-drogowy.
18 marca 1958 roku minister przemysłu ciężkiego Kiejstut Żemaitis wydał zarządzenie w sprawie utworzenia Zakładów Aparatury Trakcyjnej i Dźwigowej, w budowie (pod koniec roku nazwę zakładów zmieniono na Fabrykę Transformatorów i Aparatury Trakcyjnej, w budowie). Na lokalizację fabryki został wyznaczony teren przy ul. Aleksandrowskiej 67/93. 7 kwietnia 1959 roku położono kamień węgielny pod budynkiem produkcji aparatury trakcyjnej. Budowę obiektu ukończono w 1960 roku. W lipcu 1962 roku oddano do użytku pierwszą halę montażową, rok później – kolejne hale, a w lipcu 1964 roku – stację prób z maszynownią i budynek spawalni. Zarządzeniem ministra przemysłu ciężkiego Franciszka Waniołki z 2 lipca 1962 roku nowe zakłady otrzymały nazwę Fabryki Transformatorów i Aparatury Trakcyjnej im. Bojowników PPR „Elta”. W tym samym roku otwarto przyfabryczną zasadniczą szkołę zawodową, później – także technikum dla pracujących. Na przełomie lat 60. i 70. „Elta” należała do największych tego typu zakładów w Polsce. Do fabryki doprowadzono od pobliskiej linii kolejowej nr 15 bocznicę kolejową, która biegła wzdłuż ul. Ludowej i przecinała ulice Traktorową, Kaczeńcową i Wersalską.
W roku 1963 przystąpiono do budowy wiaduktu drogowego w ciągu ulic Bolesława Limanowskiego i Aleksandrowskiej nad linią kolejową nr 15. Wymusiło to likwidację z dniem 28 października zachodniej pętli przy dworcu Łódź Żabieniec i urządzenie tymczasowej mijanki na ul. Aleksandrowskiej w rejonie ul. Kwiatowej (ob. ul. Bielicowa). Z ruchu wyłączono także pętlę wschodnią i urządzono pętlę tymczasową u zbiegu ulic Bolesława Limanowskiego i Narodowej. Budowę wiaduktu ukończono w roku 1965, a do użytku został oddany 20 lipca w godzinach popołudniowych. Przejechał wtedy po nim pierwszy miejski tramwaj – linii „25” z pętli u zbiegu ulic Marcelego Nowotki (ob. ul. Pomorska) i Przemyskiej do nowej pętli u zbiegu ulic Aleksandrowskiej i Szczecińskiej.
W 1964 roku rozpoczęła się wieloetapowa budowa osiedla mieszkaniowego Teofilów na terenie o powierzchni 115 ha po południowej stronie ul. Aleksandrowskiej, między linią kolejową nr 15 a ul. Szczecińską. Do roku 1977 powstały łącznie 203 budynki mieszkalne wykonane w technologii wielkiej płyty (5- i 11-kondygnacyjne), 38 pawilonów handlowo-usługowych i 37 zespołów garaży. Od 1978 roku osiedlem zarządza Spółdzielnia Mieszkaniowa „Teofilów” (powstała w wyniku wyodrębnienia części zasobów mieszkaniowych z najstarszej w Łodzi Robotniczej Spółdzielni Mieszkaniowej „Lokator”) – w 2012 roku największa w Łodzi pod względem powierzchni zasobów mieszkaniowych i liczby mieszkańców. Na przełomie lat 60. i 70. XX w. przy ul. Aleksandrowskiej 38 wzniesiono 4-kondygnacyjny Dom Handlowy MHD „Teofil”. Otwarto go 3 marca 1971 roku.
13 maja 1974 roku otwarto dla ruchu drugą jezdnię ulicy na odcinku od skrzyżowania z ul. Kwiatową (ob. skrzyżowanie z ulicami Bielicową i Warecką) do posesji nr 127 za skrzyżowaniem z ul. Szczecińską.
21 maja 1975 roku ulicą Aleksandrowską (na odcinku od granicy miasta do ul. Traktorowej) prowadziła trasa 112-kilometrowego XII etapu (z Konina do Łodzi) kolarskiego XXVIII Wyścigu Pokoju z Berlina przez Pragę do Warszawy.
1 stycznia 1988 roku, w związku z przyłączeniem do Łodzi kolejnych terenów podmiejskich (m.in. wsi Romanów, Sokołów, Zimna Woda i części wsi Szatonia) oraz przesunięciem jej granic w oparciu o uchwałę Rady Narodowej miasta Łodzi z 29 czerwca 1987 roku w sprawie zmiany granic miasta Łodzi, długość ul. Aleksandrowskiej wzrosła o ponad 400 m – z dotychczasowych około 4,7 km do blisko 5,2 km.

#### Od roku 1989

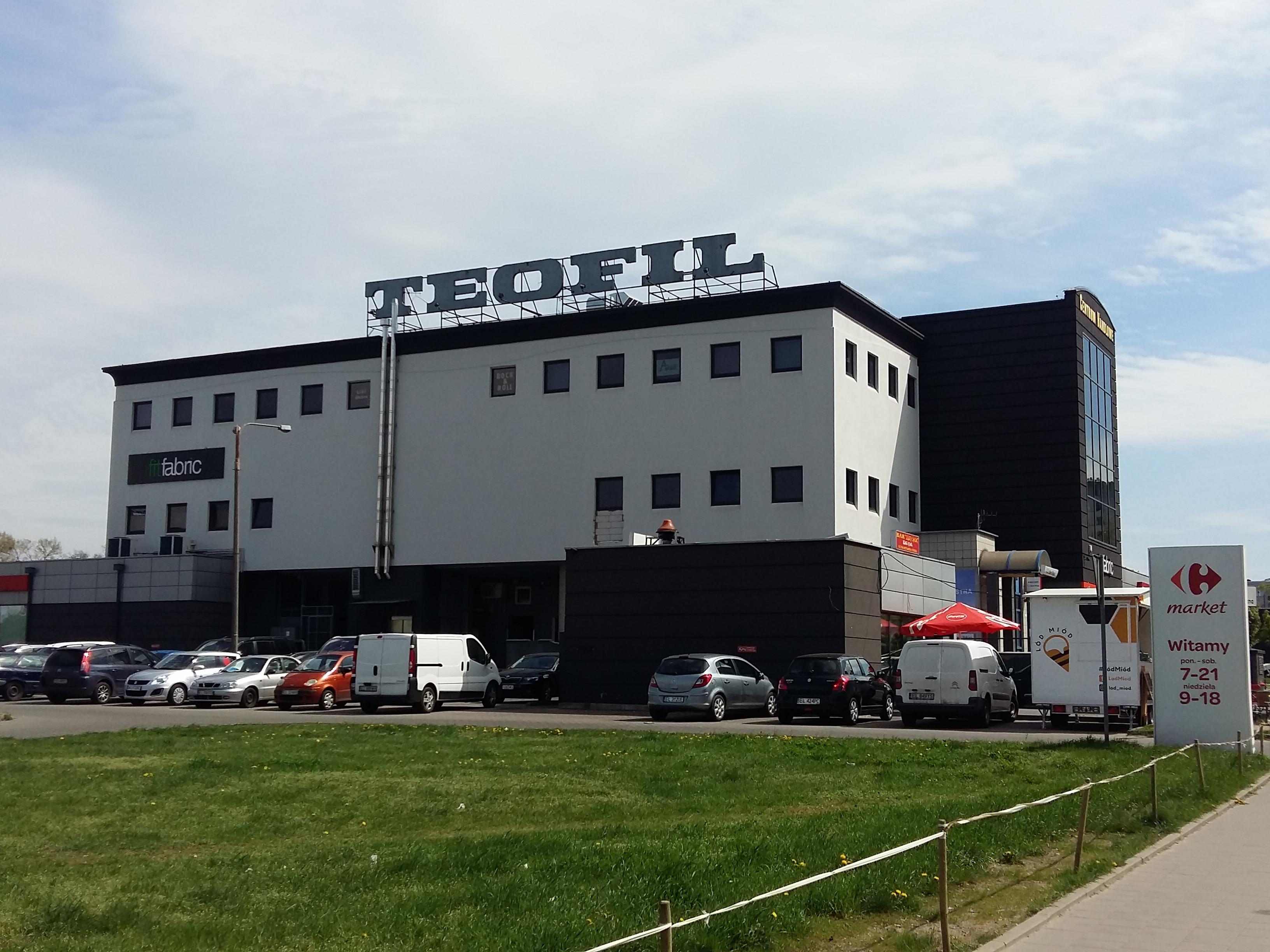
Centrum Handlowe „Teofil” przy ul. Aleksandrowskiej 38 (kwiecień 2018)

Z dniem 1 kwietnia 1991 roku zawieszono kursowanie tramwaju podmiejskiej linii „44” do Aleksandrowa Łódzkiego, skracając ją do pętli u zbiegu ulic Aleksandrowskiej z Chochoła. Z dniem 1 stycznia 1992 roku linię tę ostatecznie zlikwidowano, a w lipcu 1995 roku przystąpiono do rozbiórki torowiska i towarzyszącej infrastruktury wzdłuż ul. Aleksandrowskiej za skrzyżowaniem z ul. Chochoła.
W 2003 roku przeprowadzony został remont dawnego Domu Handlowego MHD „Teofil” wraz z jego modernizacją – obiekt przekształcono w Centrum Handlowe „Teofil”.
W latach 2003–05 wybudowano nową, trzypasmową nitkę wiaduktu drogowego nad linią kolejową nr 15 oraz przeprowadzono gruntowny remont starej nitki południowej, wytyczając także trzy pasy ruchu. Inwestycja była współfinansowana ze środków Unii Europejskiej. Od około 2009 roku planowana była przebudowa końcowego, jednojezdniowego odcinka ulicy od posesji pod numerem 127 do granicy miasta, aby stał się on dwujezdniowy, jak pozostała część ulicy. W 2014 roku podjęto decyzję o przebudowie, ale z pozostawieniem jednej jezdni. Termin przeprowadzenia prac nie został określony.
W zakresie bezpieczeństwa ruchu drogowego w latach 2011–13 ulica znalazła się na 13. miejscu wśród 362 łódzkich ulic, na których doszło do wypadków (hierarchia malejąca – od ulic z największą liczbą zdarzeń). W tym okresie wydarzyło się na niej aż 89 wypadków, w których łącznie zginęła 1 osoba, a 110 osób zostało rannych, w tym 32 ciężko. Do najbardziej niebezpiecznych należały skrzyżowania z ulicami: Bielicową i Warecką, Szparagową, Traktorową oraz Kaczeńcową – odpowiednio: 13, 9, 7 oraz 6 wypadków.
W 2013 roku Jakub Matusiak przedstawił władzom Łodzi i Aleksandrowa Łódzkiego własną koncepcję odbudowy podmiejskiej linii tramwajowej łączącej oba miasta, która prowadziłaby z pętli u zbiegu ulic Aleksandrowskiej z Chochoła. Do roku 2017 nie znalazła się ona jednak w planach inwestycyjnych.
19 listopada 2015 roku oddano do użytku nową halę produkcyjno-magazynową firmy Amcor Tobacco Packaging Polska w kompleksie przemysłowym pod numerem 55.
Od 3 listopada 2017 roku do 27 marca 2018 roku przeprowadzono kompleksowy remont torowiska tramwajowego na 700-metrowym odcinku od ulicy Szczecińskiej do pętli „Kochanówka” (dawniej „Chochoła”). Całkowicie wymieniono tam torowisko i sieć trakcyjną, podwyższono perony przystankowe, a na przystanku przy ul. Lechickiej stworzono splot torowy i wybudowano peron w kierunku zachodnim, co poprawiło bezpieczeństwo pasażerów (wcześniej wysiadali oni z tramwaju wprost na jezdnię, a peron znajdował się jedynie przy torze w kierunku wschodnim).

### Kalendarium zmian nazwy ulicy
| okres obowiązywania | nazwa                                                                           |
| ------------------- | ------------------------------------------------------------------------------- |
| przed 1915          | Szosa do Aleksandrowa vel Szosa (Szossa) Aleksandrowska / Александровское шоссе |
| 1915–1918           | Alexandrower Land Straße                                                        |
| 1918–1933           | Szosa Aleksandrowska                                                            |
| 1933–1940           | ulica Bronisława Pierackiego + Szosa Aleksandrowska                             |
| 1940–1945           | Alexanderhofstraße                                                              |
| 1945–1946           | ulica Bronisława Pierackiego                                                    |
| od 1946             | ulica Aleksandrowska                                                            |

## Ulica Aleksandrowska w kulturze
- Nazwa ulicy pojawiła się (wśród nazw wielu innych łódzkich ulic) jako ostatnia w tekście trzeciej zwrotki utworu pt. „Łódź” – szóstego na drugim albumie zespołu NOT, zatytułowanym NOT, wydanym w 2007 roku przez wytwórnię 2.47 Records[57][58].

## Obiekty

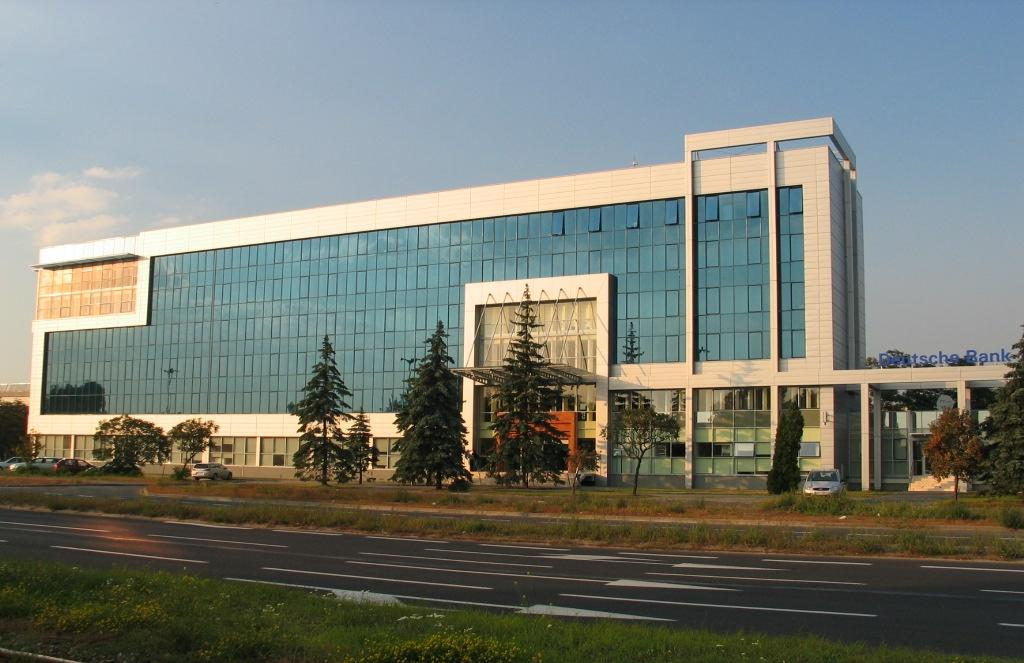
Alexander Plaza przy ul. Aleksandrowskiej 67/93 – dawny biurowiec Fabryki Transformatorów i Aparatury Trakcyjnej „Elta” (wrzesień 2006)

- nr 13 – willa Janusza i Pauliny Goltzów (Golców),
- nr 38 – Centrum Handlowe „Teofil”[50],
- nr 55 – „Amcor Polska” sp. z o.o. – drukarnia opakowań[59],
- nr 61/63 – Wojewódzki Ośrodek Medycyny Pracy – Centrum Profilaktyczno-Lecznicze[60],
- nr 67/93 – kompleks przemysłowy ABB sp. z o.o., dawna Fabryka Transformatorów i Aparatury Trakcyjnej im. Bojowników PPR „Elta”; dawny biurowiec „Elty” zmodernizowano w latach 2004–06 i przekształcono w Alexander Plaza – samodzielny obiekt z powierzchnią biurową i magazynową (łącznie 6770 m²) pod wynajem[61],
- nr 123 – Dom Dziecka nr 1 im. Janka Krasickiego[22],
- nr 137 – Dom Dziecka nr 2 (przeniesiony 1 września 1988 roku z budynku Szkoły Podstawowej nr 116 przy ul. Ratajskiej 2/4), położony na terenie starego sadu[62],
- nr 159 – Specjalistyczny Psychiatryczny Zakład Opieki Zdrowotnej w Łodzi – Szpital im. Józefa Babińskiego, dawny Szpital dla Psychicznie i Nerwowo Chorych „Kochanówka”.

Według stanu na sierpień 2016 roku, dwa obiekty przy ul. Aleksandrowskiej były wpisane do gminnej ewidencji zabytków miasta Łodzi: willa Janusza i Pauliny Goltzów (Golców) pod numerem 13 oraz zespół dawnego Szpitala dla Psychicznie i Nerwowo Chorych „Kochanówka” (ob. Specjalistyczny Psychiatryczny Zakład Opieki Zdrowotnej – Szpital im. Józefa Babińskiego) pod numerem 159 – 7 pawilonów, 8 willi drewnianych, portiernia i brama wjazdowa z ogrodzeniem.

## Numeracja i kody pocztowe
- Numery parzyste: 2–30, 38–130, 162–246
- Numery nieparzyste: 11–13, 47–137, 141–203a
- Kody pocztowe: 91-120 (2–30 parzyste), 91-201 (11–13 nieparzyste), 91-151 (38–54 parzyste), 91-205 (47–137 nieparzyste), 91-224 (56–130 parzyste), 91-229 (141–185 nieparzyste)[64], 91-154 (149 – filia UP Łódź 52)[65], 91-155 (162–246 parzyste i 187–203a nieparzyste)[64]

## Komunikacja miejska

### Stan obecny
Ulica Aleksandrowska jest główną arterią komunikacyjną południowo-zachodniej części Bałut i jedną z głównych arterii komunikacyjnych Łodzi.
Wzdłuż ulicy znajdują się dwie pętle tramwajowe (u zbiegu z ul. Szczecińską i u zbiegu z ul. Chochoła), po 6 przystanków tramwajowych w obu kierunkach, 9 przystanków autobusowych w kierunku zachodnim i 8 przystanków autobusowych w kierunku wschodnim. Ulicą kursują tramwaje (4 linie) i autobusy (8 linii) MPK – Łódź oraz autobusy Zgierskiego Przedsiębiorstwa Komunikacyjnego „Markab” (1 linia) (trasy stałe według stanu na czerwiec 2025, nie uwzględniono ewentualnych tymczasowych zmian trasy i linii zastępczych):
- tramwaje linii

„2” – od 1 lutego 2020 – z Dąbrowy do pętli u zbiegu ulic Aleksandrowskiej z Chochoła i w kierunku powrotnym,
„8” – od 2 kwietnia 2017 – z pętli przy cmentarzu Zarzew do pętli u zbiegu ulic Aleksandrowskiej z Chochoła i w kierunku powrotnym,
„13” – od 1 stycznia 2001 – z pętli u zbiegu ulic Niższej ze Śląską do pętli u zbiegu ulic Aleksandrowskiej ze Szczecińską i w kierunku powrotnym,
„16” – od 28 marca 2018 (w dni robocze) – z pętli na pl. Niepodległości do pętli u zbiegu ulic Aleksandrowskiej ze Szczecińską i w kierunku powrotnym,
- autobusy linii dziennych (MPK – Łódź)

„78” – od 1 września 2022 – z dworca Łódź Żabieniec w kierunku Aleksandrowa Łódzkiego i w kierunku powrotnym – na odcinku od wiaduktu nad linią kolejową nr 15 do ul. Traktorowej i od ul. Rydzowej do granicy miasta,
„81” – od 1 lutego 2000 – z pętli przy ul. Stokowskiej przy centrum handlowym „M1” w kierunku cmentarza przy ul. Szczecińskiej i w kierunku powrotnym – na odcinku od wiaduktu nad linią kolejową nr 15 do ul. Traktorowej,
„84A” – od 2 kwietnia 2017 – z pętli u zbiegu ulic Rojnej i Szczecińskiej w kierunku Zielonego Romanowa i w kierunku powrotnym – na odcinku od ul. Rydzowej do ul. Romanowskiej,
„84B” – od 2 kwietnia 2017 – z pętli u zbiegu ulic Rojnej i Szczecińskiej w kierunku Aleksandrowa Łódzkiego i w kierunku powrotnym – na odcinku od ul. Rydzowej do granicy miasta,
„89” – od 8 sierpnia 2016 – z pl. Słonecznego na Radogoszczu-Wschodzie w kierunku cmentarza przy ul. Szczecińskiej i w kierunku powrotnym – na odcinku od wiaduktu nad linią kolejową nr 15 do ul. Traktorowej,
„96” – od 28 maja 2001 – z Janowa w kierunku pętli u zbiegu ulic Rojnej i Szczecińskiej oraz w kierunku powrotnym – na odcinku od wiaduktu nad linią kolejową nr 15 do ul. Traktorowej;
- autobusy linii dziennej (ZPK „Markab”)

„6” – ze Zgierza w kierunku dworca Łódź Kaliska i w kierunku powrotnym – na odcinku od ul. Kaczeńcowej do ul. Rydzowej;
- autobusy linii nocnych (MPK – Łódź)

„N1A” – od 2 kwietnia 2017 – z Janowa w kierunku Aleksandrowa Łódzkiego i w kierunku powrotnym – na odcinkach od wiaduktu nad linią kolejową nr 15 do ul. Traktorowej i od ul. Szczecińskiej do granicy miasta,
„N1B” – od 2 kwietnia 2017 – z Janowa w kierunku pętli u zbiegu ulic Rojnej i Szczecińskiej oraz w kierunku powrotnym – na odcinku od wiaduktu nad linią kolejową nr 15 do ul. Traktorowej.

### W przeszłości

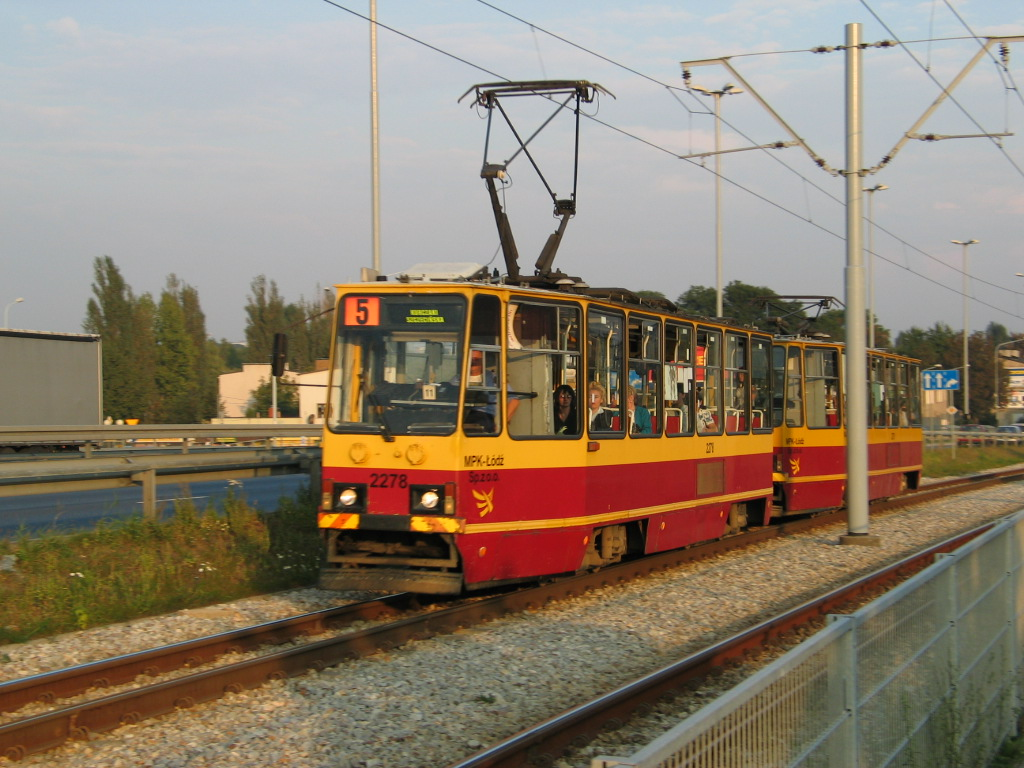
Tramwaj linii „5” opuszcza ul. Bolesława Limanowskiego i wjeżdża w ul. Aleksandrowską (wrzesień 2006)

W przeszłości ul. Aleksandrowską kursowały:
- tramwaje linii dziennych

| Nr linii | Okres kursowania     | Okres kursowania     | Relacja                   | Relacja                                                     | Odcinek kursowania               | Odcinek kursowania                | Źródła   |
| Nr linii | od                   | do                   | z pętli...                | w kierunku pętli...                                         | od                               | do                                | Źródła   |
| -------- | -------------------- | -------------------- | ------------------------- | ----------------------------------------------------------- | -------------------------------- | --------------------------------- | -------- |
| „2”      | 1 sierpnia 1974      | 24 marca 1977        | Chojny                    | „Aleksandrowska/Chochoła”                                   | wiadukt nad linią kolejową nr 15 | ul. Chochoła                      | [68][75] |
| „2”      | 25 marca 1977        | 31 grudnia 2000      | „Rzgowska/Kurczaki”       | „Aleksandrowska/Chochoła”                                   | wiadukt nad linią kolejową nr 15 | ul. Chochoła                      | [68][75] |
| „2”      | 1 stycznia 2001      | 27 czerwca 2010      | Dąbrowa                   | „Aleksandrowska/Chochoła”                                   | wiadukt nad linią kolejową nr 15 | ul. Chochoła                      | [68][75] |
| „2”      | 28 czerwca 2010      | 31 stycznia 2020     | Dąbrowa                   | „Aleksandrowska/Szczecińska”                                | wiadukt nad linią kolejową nr 15 | ul. Szczecińska                   |          |
| „5”      | 15 marca 1971        | 31 grudnia 2000      | Chojny                    | „Aleksandrowska/Szczecińska”                                | wiadukt nad linią kolejową nr 15 | ul. Szczecińska                   | [76][77] |
| „5”      | 1 stycznia 2001      | 13 października 2013 | „Rzgowska/Kurczaki”       | „Aleksandrowska/Szczecińska”                                | wiadukt nad linią kolejową nr 15 | ul. Szczecińska                   | [76][77] |
| „5”      | 14 października 2013 | 1 kwietnia 2017      | „Strykowska/Inflancka”    | „Aleksandrowska/Chochoła”                                   | wiadukt nad linią kolejową nr 15 | ul. Chochoła                      | [76][77] |
| „8”      | 1 stycznia 2001      | 1 kwietnia 2017      | „Rokicińska/Augustów”     | „Aleksandrowska/Chochoła”                                   | wiadukt nad linią kolejową nr 15 | ul. Chochoła                      | [78]     |
| „10”     | 1 czerwca 1969       | 2 maja 1971          | Widzew                    | „Aleksandrowska/Szczecińska”                                | wiadukt nad linią kolejową nr 15 | ul. Szczecińska                   | [79]     |
| „14”     | 5 listopada 1973     | 13 czerwca 1995      | Dąbrowa                   | „Aleksandrowska/Szczecińska”                                | wiadukt nad linią kolejową nr 15 | ul. Szczecińska                   | [80]     |
| „16”[f]  | 2 kwietnia 2017      | 2 lutego 2018        | „Rzgowska/Kurczaki”       | „Aleksandrowska/Szczecińska”                                | wiadukt nad linią kolejową nr 15 | ul. Szczecińska                   | [81][82] |
| „20”     | 2 grudnia 1996[g]    | 30 września 1998     | Chojny                    | „Aleksandrowska/Szczecińska”                                | wiadukt nad linią kolejową nr 15 | ul. Szczecińska                   | [83]     |
| „20”     | 1 października 1998  | 31 grudnia 2000[h]   | „Niższa/Śląska”           | „Aleksandrowska/Szczecińska”                                | wiadukt nad linią kolejową nr 15 | ul. Szczecińska                   | [83]     |
| „24”     | 2 listopada 1967     | 31 maja 1970         | dworzec Łódź Kaliska      | „Aleksandrowska/Szczecińska”                                | wiadukt nad linią kolejową nr 15 | ul. Szczecińska                   | [84]     |
| „24”     | 11 listopada 1970    | 31 sierpnia 1973     | dworzec Łódź Kaliska      | „Aleksandrowska/Szczecińska”                                | wiadukt nad linią kolejową nr 15 | ul. Szczecińska                   | [84]     |
| „24”     | 1 września 1973      | 31 lipca 1974        | „Bratysławska/Oszczepowa” | „Aleksandrowska/Chochoła”                                   | wiadukt nad linią kolejową nr 15 | ul. Chochoła                      | [84]     |
| „25”     | 20 lipca 1965        | 3 stycznia 1971      | „Nowotki/Przemyska”       | „Aleksandrowska/Szczecińska”                                | wiadukt nad linią kolejową nr 15 | ul. Szczecińska                   | [85]     |
| „25”     | 4 stycznia 1971      | 2 maja 1971          | „Nowotki/Przemyska”       | „Aleksandrowska/Szczecińska” („Aleksandrowska/Chochoła”[i]) | wiadukt nad linią kolejową nr 15 | ul. Szczecińska (ul. Chochoła[i]) | [85]     |
| „25”     | 3 maja 1971          | 13 stycznia 1974     | „Nowotki/Przemyska”       | „Aleksandrowska/Chochoła”                                   | wiadukt nad linią kolejową nr 15 | ul. Chochoła                      | [85]     |
| „25”     | 14 stycznia 1974     | 30 listopada 1992    | Widzew                    | „Aleksandrowska/Chochoła”                                   | wiadukt nad linią kolejową nr 15 | ul. Chochoła                      | [85]     |
| „25”     | 1 grudnia 1992       | 31 grudnia 2000[h]   | Widzew Wschód             | „Aleksandrowska/Chochoła”                                   | wiadukt nad linią kolejową nr 15 | ul. Chochoła                      | [85]     |
| „26”     | 3 maja 1971          | 6 lipca 1974         | „Rudzka/Popioły”          | „Aleksandrowska/Szczecińska”                                | wiadukt nad linią kolejową nr 15 | ul. Szczecińska                   | [86]     |
| „26”     | 7 lipca 1974         | 13 czerwca 1995[j]   | „Rudzka/Skrajna”          | „Aleksandrowska/Szczecińska”                                | wiadukt nad linią kolejową nr 15 | ul. Szczecińska                   | [86]     |
- tramwaje linii podmiejskich[18]

„44” – od 1 stycznia 1956 do 27 października 1963 – z pętli zachodniej przy dworcu Łódź Żabieniec do Aleksandrowa Łódzkiego i w kierunku powrotnym, od 28 października 1963 do 19 lipca 1965 – z mijanki na ul. Aleksandrowskiej w rejonie ul. Kwiatowej (ob. ul. Bielicowa) do Aleksandrowa Łódzkiego i w kierunku powrotnym, od 20 lipca do 15 grudnia 1965 – z nowej pętli przy dworcu Łódź Żabieniec do Aleksandrowa Łódzkiego i w kierunku powrotnym, od 16 grudnia 1965 do 31 marca 1991 – z pętli tramwajów podmiejskich na ul. Północnej do Aleksandrowa Łódzkiego i w kierunku powrotnym, od 1 kwietnia 1991 do likwidacji z dniem 1 stycznia 1992 – z pętli tramwajów podmiejskich na ul. Północnej do pętli u zbiegu ulic Aleksandrowskiej z Chochoła i w kierunku powrotnym,
„60” – podczas okupacji niemieckiej w latach 1940–45 – od 11 listopada 1940 z Deutschlandplatz (ob. pl. Wolności) do Alexanderhof, (od 1943 Wirkheim, ob. Aleksandrów Łódzki) i w kierunku powrotnym,
„Łódź – Aleksandrów”, od 1924 „Łódź – Aleksandrów Ł.” – od 25 lutego 1910 do 1915 i od 1918 do 1930 – z mijanki na ul. Zgierskiej między pl. Kościelnym a Bałuckim Rynkiem do Aleksandrowa i w kierunku powrotnym, podczas okupacji niemieckiej w latach 1915–18 – z mijanki na Zgierzerstraße (ob. ul. Zgierska) między Kirchplatz (ob. pl. Kościelny) a Baluter Ring (ob. Bałucki Rynek) do Aleksandrowa i w kierunku powrotnym, od 1930 do 8 września 1939 i od stycznia 1945 do 9 października 1951 – z Bałuckiego Rynku do Aleksandrowa Łódzkiego i w kierunku powrotnym;
- autobusy linii dziennych zwykłych (MPK – Łódź)

| Nr linii | Okres kursowania       | Okres kursowania     | Relacja                                                                | Relacja                                                | Odcinek kursowania               | Odcinek kursowania                 | Źródła           |
| od       | do                     | z pętli...           | w kierunku pętli...                                                    | od                                                     | do                               |                                    | Źródła           |
| -------- | ---------------------- | -------------------- | ---------------------------------------------------------------------- | ------------------------------------------------------ | -------------------------------- | ---------------------------------- | ---------------- |
| „74 bis” | 12 lipca 1971          | 6 marca 1974[k]      | pl. Norberta Barlickiego                                               | „Wersalska/Szczecińska”                                | ul. Traktorowa                   | ul. Szparagowa                     | [87]             |
| „76”     | 23 listopada 1970      | 11 lipca 1971        | pl. Norberta Barlickiego                                               | „Grabieniec[l]/Teresy”                                 | ul. Traktorowa                   | ul. Grabieniec[l]                  | [88]             |
| „76”     | 13 maja 1972           | 29 grudnia 1972      | pl. Norberta Barlickiego                                               | „Teresy (Fabryka Domów)”                               | ul. Traktorowa                   | ul. Grabieniec                     | [88]             |
| „78”     | 1 czerwca 1969[m]      | 31 maja 1973         | dworzec Łódź Kaliska                                                   | Teofilów Przemysłowy                                   | wiadukt nad linią kolejową nr 15 | ul. Kwiatowa                       | [81][89][90]     |
| „78”     | 1 czerwca 1973         | 19 lipca 1974        | „Karolewska/Krzemieniecka (Zakłady Przemysłu Dziewiarskiego «Femina»)” | Teofilów Przemysłowy                                   | wiadukt nad linią kolejową nr 15 | ul. Kwiatowa                       | [81][89][90]     |
| „78”     | 20 lipca 1974          | 30 czerwca 1977      | „Karolewska/Krzemieniecka (Zakłady Przemysłu Dziewiarskiego «Femina»)” | Teofilów Przemysłowy                                   | wiadukt nad linią kolejową nr 15 | ul. Traktorowa (ul. Kwiatowa[n])   | [81][89][90]     |
| „78”     | 1 lipca 1977           | 1 maja 1978[o][p]    | dworzec Łódź Żabieniec                                                 | Teofilów Przemysłowy                                   | wiadukt nad linią kolejową nr 15 | ul. Traktorowa                     | [81][89][90]     |
| „78”     | 1 lipca 1977           | 1 maja 1978[o][p]    | dworzec Łódź Żabieniec                                                 | Teofilów Przemysłowy                                   | ul. Kaczeńcowa                   | ul. Szparagowa                     | [81][89][90]     |
| „78”     | 1 lutego 1983          | 29 lutego 2004[q]    | pl. Wolności                                                           | Teofilów                                               | wiadukt nad linią kolejową nr 15 | ul. Traktorowa                     | [81][89][90]     |
| „78”     | 1 marca 2004           | 1 kwietnia 2017      | pl. Wolności                                                           | Aleksandrów Łódzki                                     | wiadukt nad linią kolejową nr 15 | ul. Traktorowa                     | [81][89][90]     |
| „78”     | 1 marca 2004           | 1 kwietnia 2017      | pl. Wolności                                                           | Aleksandrów Łódzki                                     | ul. Rydzowa                      | granica miasta                     | [81][89][90]     |
| „78”     | 2 kwietnia 2017        | 3 lutego 2018        | dworzec Łódź Żabieniec                                                 | Aleksandrów Łódzki                                     | wiadukt nad linią kolejową nr 15 | granica miasta                     | [81][89][90]     |
| „78A”    | 1 marca 2004[m]        | 1 kwietnia 2017[r]   | pl. Wolności                                                           | „Rojna/Szczecińska”                                    | wiadukt nad linią kolejową nr 15 | ul. Traktorowa                     | [91]             |
| „81”     | 2 października 1972[m] | 14 sierpnia 1977     | Doły[s]                                                                | Teofilów Przemysłowy                                   | wiadukt nad linią kolejową nr 15 | ul. Szparagowa                     | [72]             |
| „81”     | 15 sierpnia 1977       | 13 września 1981     | „Brzezińska/Śnieżna (Zakłady Przemysłu Pończoszniczego «Feniks»)”      | Teofilów Przemysłowy                                   | wiadukt nad linią kolejową nr 15 | ul. Szparagowa                     | [72]             |
| „81”     | 14 września 1981       | 7 października 1990  | „Brzezińska/Śnieżna (Zakłady Przemysłu Pończoszniczego «Feniks»)”      | Teofilów Przemysłowy                                   | wiadukt nad linią kolejową nr 15 | ul. Kaczeńcowa (ul. Szparagowa[t]) | [72]             |
| „81”     | 8 października 1990    | 27 października 1997 | „Brzezińska/Śnieżna (Zakłady Przemysłu Pończoszniczego «Feniks»)”      | Teofilów Przemysłowy                                   | wiadukt nad linią kolejową nr 15 | ul. Traktorowa (ul. Szparagowa[t]) | [72]             |
| „81”     | 28 października 1997   | 31 stycznia 2000     | „Brzezińska/Śnieżna (Zakłady Przemysłu Pończoszniczego «Feniks»)”      | „Szczecińska (cmentarz)”                               | wiadukt nad linią kolejową nr 15 | ul. Traktorowa                     | [72]             |
| „81 bis” | 11 marca 1974[m]       | 3 listopada 1974     | Marysin                                                                | Teofilów Przemysłowy                                   | wiadukt nad linią kolejową nr 15 | ul. Kaczeńcowa                     | [92]             |
| „81 bis” | 4 listopada 1974       | 10 listopada 1974    | nowy cmentarz żydowski                                                 | Teofilów Przemysłowy                                   | wiadukt nad linią kolejową nr 15 | ul. Kaczeńcowa                     | [92]             |
| „81 bis” | 11 listopada 1974      | 14 sierpnia 1977     | Doły                                                                   | Teofilów Przemysłowy                                   | wiadukt nad linią kolejową nr 15 | ul. Kaczeńcowa                     | [92]             |
| „81 bis” | 15 sierpnia 1977       | 13 września 1981     | „Brzezińska/Śnieżna (Zakłady Przemysłu Pończoszniczego «Feniks»)”      | Teofilów Przemysłowy                                   | wiadukt nad linią kolejową nr 15 | ul. Kaczeńcowa                     | [92]             |
| „81 bis” | 14 września 1981       | 7 października 1990  | „Brzezińska/Śnieżna (Zakłady Przemysłu Pończoszniczego «Feniks»)”      | Teofilów Przemysłowy                                   | wiadukt nad linią kolejową nr 15 | ul. Szparagowa (ul. Kaczeńcowa[t]) | [92]             |
| „81 bis” | 8 października 1990    | 28 lutego 1993[u]    | „Brzezińska/Śnieżna (Zakłady Przemysłu Pończoszniczego «Feniks»)”      | Teofilów Przemysłowy                                   | wiadukt nad linią kolejową nr 15 | ul. Szparagowa (ul. Traktorowa[t]) | [92]             |
| „84”     | 1 czerwca 1974[m]      | 17 października 1976 | dworzec Łódź Żabieniec                                                 | „Wersalska/Szczecińska” („Sianokosy/Stalingradzka”[v]) | wiadukt nad linią kolejową nr 15 | ul. Traktorowa                     | [73][93][94]     |
| „84”     | 18 października 1976   | 16 listopada 1980    | „Teresy/Szpinakowa (przesypownia cementu)”                             | „Wersalska/Szczecińska” („Sianokosy/Stalingradzka”[v]) | wiadukt nad linią kolejową nr 15 | ul. Traktorowa                     | [73][93][94]     |
| „84”     | 17 listopada 1980      | 27 października 1997 | Radogoszcz Zachód                                                      | „Wersalska/Szczecińska” („Sianokosy”[w])               | wiadukt nad linią kolejową nr 15 | ul. Traktorowa                     | [73][93][94]     |
| „84”     | 28 października 1997   | 31 sierpnia 2013     | Radogoszcz Zachód                                                      | „Szczecińska (cmentarz)”                               | wiadukt nad linią kolejową nr 15 | ul. Traktorowa                     | [73][93][94]     |
| „84”     | 1 września 2013        | 7 sierpnia 2016      | Radogoszcz Zachód                                                      | Aleksandrów Łódzki                                     | wiadukt nad linią kolejową nr 15 | ul. Traktorowa                     | [73][93][94]     |
| „84”     | 1 września 2013        | 7 sierpnia 2016      | Radogoszcz Zachód                                                      | Aleksandrów Łódzki                                     | ul. Szparagowa                   | granica miasta                     | [73][93][94]     |
| „84”     | 8 sierpnia 2016        | 1 kwietnia 2017      | „Szczecińska (cmentarz)”                                               | Aleksandrów Łódzki                                     | ul. Szczecińska                  | granica miasta                     | [73][93][94]     |
| „84A”    | 1 września 2013        | 7 sierpnia 2016      | Radogoszcz Zachód                                                      | „Szczecińska (cmentarz)”                               | wiadukt nad linią kolejową nr 15 | ul. Traktorowa                     | [73][95][96][97] |
| „84A”    | 8 sierpnia 2016        | 1 kwietnia 2017      | Zielony Romanów                                                        | „Szczecińska (cmentarz)”                               | ul. Romanowska                   | ul. Szczecińska                    | [73][95][96][97] |
| „87”     | 1 marca 1993[m]        | 27 października 1997 | „Brzezińska/Śnieżna (Zakłady Przemysłu Pończoszniczego «Feniks»)”      | „Wersalska/Szczecińska”                                | wiadukt nad linią kolejową nr 15 | ul. Szparagowa                     | [98]             |
| „87”     | 28 października 1997   | 31 stycznia 2000     | „Brzezińska/Śnieżna (Zakłady Przemysłu Pończoszniczego «Feniks»)”      | „Szczecińska (cmentarz)”                               | wiadukt nad linią kolejową nr 15 | ul. Szparagowa                     | [98]             |
| „87”     | 1 lutego 2000          | 1 kwietnia 2017      | „Stokowska (Centrum Handlowe «M1»)”                                    | „Szczecińska (cmentarz)”                               | wiadukt nad linią kolejową nr 15 | ul. Szparagowa                     | [98]             |
| „89”     | 5 lipca 2000           | 1 kwietnia 2017      | Radogoszcz Wschód („Świtezianki”)                                      | „Szczecińska (cmentarz)”                               | wiadukt nad linią kolejową nr 15 | ul. Traktorowa                     | [99]             |
| „96”     | 1 listopada 1994[m]    | 27 maja 2001         | Olechów (os. Słowiańskie)                                              | „Rojna/Szczecińska”                                    | wiadukt nad linią kolejową nr 15 | ul. Traktorowa                     | [74]             |
| „96A”[x] | 6 czerwca 2005[m]      | 30 czerwca 2005      | pl. Wolności                                                           | „Rojna/Szczecińska”                                    | wiadukt nad linią kolejową nr 15 | ul. Traktorowa                     | [100]            |
| „96A”[x] | 1 sierpnia 2005        | 11 września 2005[y]  | pl. Wolności                                                           | „Rojna/Szczecińska”                                    | wiadukt nad linią kolejową nr 15 | ul. Traktorowa                     | [100]            |
- autobusy linii dziennych pospiesznych (MPK – Łódź)

| Nr linii | Okres kursowania        | Okres kursowania         | Relacja                              | Relacja                     | Odcinek kursowania               | Odcinek kursowania                       | Źródła     |
| od       | do                      | z pętli...               | w kierunku pętli...                  | od                          | do                               |                                          | Źródła     |
| -------- | ----------------------- | ------------------------ | ------------------------------------ | --------------------------- | -------------------------------- | ---------------------------------------- | ---------- |
| „B”      | 18 lutego 1967          | 3 marca 1968             | pl. Wolności                         | „Traktorowa/Łanowa”         | wiadukt nad linią kolejową nr 15 | ul. Traktorowa                           | [101][102] |
| „B”      | 4 marca 1968            | 6 kwietnia 1973          | pl. Wolności                         | „Rojna/Grabieniec”          | wiadukt nad linią kolejową nr 15 | ul. Traktorowa                           | [101][102] |
| „B”      | 7 kwietnia 1973         | 19 lipca 1974            | pl. Wolności                         | „Rojna/Wici”                | wiadukt nad linią kolejową nr 15 | ul. Kwiatowa[z]                          | [101][102] |
| „B”      | 20 lipca 1974           | 31 stycznia 1983         | pl. Wolności                         | „Rojna/Wici”                | wiadukt nad linią kolejową nr 15 | ul. Traktorowa (powrót: ul. Kwiatowa[z]) | [101][102] |
| „B”      | 1 lutego 1983           | 1 listopada 1983         | pl. Henryka Dąbrowskiego             | „Rojna/Wici”                | wiadukt nad linią kolejową nr 15 | ul. Kaczeńcowa                           | [101][102] |
| „B”      | 2 listopada 1983        | 30 listopada 1988        | Widzew Wschód                        | „Rojna/Wici”                | wiadukt nad linią kolejową nr 15 | ul. Kaczeńcowa lub ul. Traktorowa        | [101][102] |
| „B”      | 1 grudnia 1988          | 22 grudnia 1992          | Widzew Wschód                        | „Rojna/Szczecińska”         | wiadukt nad linią kolejową nr 15 | ul. Kaczeńcowa lub ul. Traktorowa        | [101][102] |
| „B”      | 23 grudnia 1992         | 31 października 1994[aa] | Olechów (os. Słowiańskie)            | „Rojna/Szczecińska”         | wiadukt nad linią kolejową nr 15 | ul. Kaczeńcowa lub ul. Traktorowa        | [101][102] |
| „B bis”  | 27 października 1969[m] | 29 listopada 1970        | pl. Henryka Dąbrowskiego             | „Grabieniec (FTiAT «Elta»)” | wiadukt nad linią kolejową nr 15 | ul. Kwiatowa                             | [103]      |
| „B bis”  | 30 listopada 1970       | 31 maja 1971[ab]         | pl. Henryka Dąbrowskiego             | „Rojna/Kaczeńcowa”          | wiadukt nad linią kolejową nr 15 | ul. Kwiatowa                             | [103]      |
| „G”      | 28 kwietnia 1969[m]     | 31 maja 1969[ac]         | dworzec Łódź Kaliska                 | „Grabieniec (FTiAT «Elta»)” | wiadukt nad linią kolejową nr 15 | ul. Kwiatowa                             | [104]      |
| „H”      | 1 czerwca 1971[m]       | 11 lipca 1971            | Radiostacja                          | „Rojna/Kaczeńcowa”          | wiadukt nad linią kolejową nr 15 | ul. Kwiatowa                             | [105]      |
| „H”      | 12 lipca 1971           | 19 lipca 1972            | Radiostacja                          | „Kaczeńcowa (FTiAT «Elta»)” | wiadukt nad linią kolejową nr 15 | ul. Kwiatowa                             | [105]      |
| „H”      | 20 lipca 1972           | 7 sierpnia 1973          | „Józefa/Niciarniana”                 | „Kaczeńcowa (FTiAT «Elta»)” | wiadukt nad linią kolejową nr 15 | ul. Kwiatowa[z]                          | [105]      |
| „H”      | 8 sierpnia 1973         | 16 maja 1978             | „Józefa/Niciarniana”                 | „Kaczeńcowa (FTiAT «Elta»)” | wiadukt nad linią kolejową nr 15 | ul. Traktorowa                           | [105]      |
| „H”      | 17 maja 1978            | 13 września 1981         | pl. Henryka Dąbrowskiego             | „Kaczeńcowa (FTiAT «Elta»)” | wiadukt nad linią kolejową nr 15 | ul. Traktorowa                           | [105]      |
| „H”      | 14 września 1981        | 31 stycznia 1983[ad]     | pl. Henryka Dąbrowskiego             | „Kaczeńcowa (os. Teofilów)” | wiadukt nad linią kolejową nr 15 | ul. Kaczeńcowa (powrót: ul. Traktorowa)  | [105]      |
| „N”      | 3 lutego 1975[m]        | 9 listopada 1975         | Doły („Wojska Polskiego/Strykowska”) | „Rojna/Wici”                | wiadukt nad linią kolejową nr 15 | ul. Traktorowa                           | [106]      |
| „N”      | 10 listopada 1975       | 2 sierpnia 1981[ae]      | dworzec Północny PKS                 | „Rojna/Wici”                | wiadukt nad linią kolejową nr 15 | ul. Traktorowa                           | [106]      |
- autobusy linii nocnych (MPK – Łódź)

| Nr linii | Okres kursowania    | Okres kursowania    | Relacja                                          | Relacja                                      | Odcinek kursowania               | Odcinek kursowania                       | Źródła |
| od       | do                  | z pętli...          | w kierunku pętli...                              | od                                           | do                               |                                          | Źródła |
| -------- | ------------------- | ------------------- | ------------------------------------------------ | -------------------------------------------- | -------------------------------- | ---------------------------------------- | ------ |
| „144”    | 1 kwietnia 1985[m]  | 31 marca 1991[af]   | „Łódź/Północna” (pętla tramwajów podmiejskich)   | Aleksandrów Łódzki                           | wiadukt nad linią kolejową nr 15 | granica miasta                           | [107]  |
| „151”    | 1 września 1971     | 19 lipca 1974       | Dąbrowa („Felińskiego/Kadłubka”)                 | „Rojna/Kaczeńcowa”                           | wiadukt nad linią kolejową nr 15 | ul. Kwiatowa                             | [108]  |
| „151”    | 20 lipca 1974       | 30 listopada 1986   | Dąbrowa[ag]                                      | „Rojna/Wici”                                 | wiadukt nad linią kolejową nr 15 | ul. Traktorowa (powrót: ul. Kwiatowa[z]) | [108]  |
| „151”    | 1 grudnia 1986      | 14 grudnia 2005[ah] | Dąbrowa[ai]                                      | „Rojna/Szczecińska”[aj]                      | wiadukt nad linią kolejową nr 15 | ul. Traktorowa                           | [108]  |
| „153”    | 4 marca 1968[m]     | 5 kwietnia 1970     | pl. Wolności                                     | „Rojna/Grabieniec[ak]”                       | wiadukt nad linią kolejową nr 15 | ul. Kwiatowa                             | [109]  |
| „153”    | 6 kwietnia 1970     | 31 sierpnia 1971    | pl. Henryka Dąbrowskiego                         | „Rojna/Grabieniec[ak]”                       | wiadukt nad linią kolejową nr 15 | ul. Kwiatowa                             | [109]  |
| „153”    | 1 września 1971     | 6 kwietnia 1973     | „Widzew/wiadukt”                                 | „Rojna/Kaczeńcowa”                           | wiadukt nad linią kolejową nr 15 | ul. Kwiatowa                             | [109]  |
| „153”    | 7 kwietnia 1973     | 6 kwietnia 1975     | „Widzew/wiadukt”                                 | „Rojna/Wici”                                 | wiadukt nad linią kolejową nr 15 | ul. Kwiatowa                             | [109]  |
| „153”    | 7 kwietnia 1975     | 19 grudnia 1976     | „Widzew/wiadukt”                                 | „Rojna/Wici”                                 | wiadukt nad linią kolejową nr 15 | ul. Traktorowa                           | [109]  |
| „153”    | 20 grudnia 1976     | 28 sierpnia 1977    | Widzew Wschód („Augustów/Zakładowa”)             | „Rojna/Wici”                                 | wiadukt nad linią kolejową nr 15 | ul. Traktorowa                           | [109]  |
| „153”    | 29 sierpnia 1977    | 1 października 1988 | Widzew Wschód („Przybyszewskiego/Czajkowskiego”) | „Rojna/Wici”                                 | wiadukt nad linią kolejową nr 15 | ul. Traktorowa                           | [109]  |
| „153”    | 2 października 1988 | 30 listopada 1988   | Olechów (os. Słowiańskie)                        | „Rojna/Wici”                                 | wiadukt nad linią kolejową nr 15 | ul. Traktorowa                           | [109]  |
| „153”    | 1 grudnia 1988      | 31 grudnia 2000     | Olechów (os. Słowiańskie)                        | „Rojna/Szczecińska”                          | wiadukt nad linią kolejową nr 15 | ul. Traktorowa                           | [109]  |
| „153”    | 1 stycznia 2001     | 27 maja 2001        | Olechów (os. Słowiańskie)                        | „Szczecińska (cmentarz)”                     | wiadukt nad linią kolejową nr 15 | ul. Traktorowa                           | [109]  |
| „153”    | 28 maja 2001        | 29 listopada 2004   | Janów                                            | „Szczecińska (cmentarz)”                     | wiadukt nad linią kolejową nr 15 | ul. Traktorowa                           | [109]  |
| „153”    | 30 listopada 2004   | 19 czerwca 2005     | Andrespol[al]                                    | „Szczecińska (cmentarz)”                     | wiadukt nad linią kolejową nr 15 | ul. Traktorowa                           | [109]  |
| „153”    | 20 czerwca 2005     | 14 grudnia 2005[ah] | Andrzejów                                        | „Szczecińska (cmentarz)”                     | wiadukt nad linią kolejową nr 15 | ul. Traktorowa                           | [109]  |
| „N1”     | 15 grudnia 2005[m]  | 1 kwietnia 2017[r]  | Andrespol (Janów[am])                            | Aleksandrów Łódzki („Rojna/Szczecińska”[am]) | wiadukt nad linią kolejową nr 15 | ul. Traktorowa                           | [110]  |
- autobusy linii podmiejskiej zwykłej (MPK – Łódź)

„252” – od 1 lutego 1983 do 2 listopada 1986 – z pętli u zbiegu ulic Wersalskiej i Szczecińskiej do Rąbienia oraz w kierunku powrotnym – na odcinku od ul. Szparagowej do ul. Szczecińskiej;
- autobusy linii podmiejskiej pospiesznej (MPK – Łódź)

„252” – od 24 lipca 1976 do przekwalifikowania na linię podmiejską zwykłą z dniem 1 lutego 1983 – z pętli u zbiegu ulic Wersalskiej i Szczecińskiej do Rąbienia (od 2 stycznia do 7 marca 1980 w niektórych kursach do Niesięcina) oraz w kierunku powrotnym – na odcinku od ul. Szparagowej do ul. Szczecińskiej;
- autobusy bezpłatnych linii hipermarketu „Carrefour” – Bałuty przy ul. Szparagowej 7 (w dniach i godzinach otwarcia)

„Aleksandrów” – od 2 stycznia 2015 do likwidacji z dniem 1 grudnia 2015 – do Aleksandrowa Łódzkiego – na odcinku od ul. Szparagowej do granicy miasta i w kierunku powrotnym,
„Bałuty” – do 31 grudnia 2018 – w kierunku ul. Zachodniej – na odcinku od ul. Szparagowej (w godz. szczytu od ul. Traktorowej) do wiaduktu nad linią kolejową nr 15 i w kierunku powrotnym od wiaduktu do ul. Szparagowej; od 8 stycznia do 22 czerwca 2019 – w kierunku Polesia – na odcinku od ul. Szparagowej do wiaduktu nad linią kolejową nr 15 (bez przystanku); od 24 czerwca 2019 do likwidacji z dniem 4 maja 2020 – w kierunku Starych Bałut – na odcinku od ul. Szparagowej do ul. Kaczeńcowej (bez przystanku) – i w kierunku powrotnym – na odcinkach od wiaduktu nad linią kolejową nr 15 do ul. Traktorowej i od ul. Kaczeńcowej do ul. Szparagowej (bez przystanku),
- „Teofilów” – do zawieszenia z dniem 1 września 2022 – z hipermarketu „Carrefour” – Bałuty w kierunku osiedla Teofilów – na odcinku od ul. Szparagowej do ul. Traktorowej (bez przystanku)[120][121];
- autobusy bezpłatnej linii zlikwidowanego hipermarketu „Real” w Centrum Handlowym „Pasaż Łódzki” przy al. Jana Pawła II 30 (w dniach i godzinach otwarcia)

„Teofilów” – od 11 października 2000 do likwidacji z dniem 1 marca 2011 – w kierunku osiedla Teofilów – na odcinku od wiaduktu nad linią kolejową nr 15 do ul. Traktorowej, w kierunku powrotnym – od ul. Kaczeńcowej do wiaduktu nad linią kolejową nr 15;
- autobusy bezpłatnej linii hipermarketu „Tesco” – Bałuty przy ul. Pojezierskiej 93 (w dniach i godzinach otwarcia)

„Teofilów” – od dnia otwarcia hipermarketu do likwidacji z dniem 1 czerwca 2011 – w kierunku osiedla Teofilów – na odcinku od wiaduktu nad linią kolejową nr 15 do ul. Traktorowej, w kierunku powrotnym – od ul. Kaczeńcowej do wiaduktu nad linią kolejową nr 15.